# Bowman (Dakota Północna)
Bowman – miasto w Stanach Zjednoczonych, w stanie Dakota Północna, stolica hrabstwa Bowman. W 2008 liczyło 1 469 mieszkańców.